# Кирнички
Кирнички или Фънтъна-Дзинилор (на украински: Кирнички) е село в Южна Украйна, Одеска област, Измаилски район. Заема площ от 0,325 км2.

## География
Селото се намира в историческата област Буджак (Южна Бесарабия). Разположено е на 48 километра североизточно от Измаил, северозападно от Стари Трояни и югоизточно от Голица.

## История
В периода (1828-1830) в селото се заселват български колонисти.
След поражението на Русия в Кримската война селото става част от Молдова и остава в границите на Румъния до 1879 година.

## Население
Населението на селото възлиза на 2241 души(2001). Гъстотата е 6895 души/км2. По-голяма част от жителите са бесарабски българи.
Демографско развитие:
- 1930 – 2564 души
- 1940 – 2771 души
- 2001 – 2241 души

### Езици
Численост и дял на населението по роден език, според преброяването на населението през 2001 г.:
| Роден език | Численост | Дял (в %) |
| Общо       | 2241      | 100.00    |
| Български  | 1984      | 88.53     |
| Руски      | 100       | 4.46      |
| Украински  | 97        | 4.32      |
| Молдовски  | 50        | 2.23      |
| Гагаузки   | 8         | 0.35      |
| Беларуски  | 1         | 0.04      |
| Други      | 1         | 0.04      |